# 지방도 제923호선
지방도 제923호선은 경상북도 성주군 선남면 소학 교차로와 문경시 문경읍 갈평리 갈산교 북단을 잇는 경상북도의 지방도이다.
가산면에서 다부 나들목, 가산 나들목을 이용해 중앙고속도로를 이용할 수 있다.
2023년 7월 군위군 지역이 대구광역시 지역으로 편입되면서 2024년 1월에 노선 개정을 통해 군위군 지역이 지방도 지정에서 해제되었다.

## 연혁
- 2003년 2월 20일: 종점을 예천군 지보면 도광리에서 문경시 문경읍 갈평리로 57.2 km 구간 연장. 이에 따라 '지천 ~ 지보선'에서 '지천 ~ 문경선'이 됨.[1]
- 2005년 1월 15일: 소보 ~ 안계간 도로(군위군 소보면 보현리 ~ 의성군 구천면 청산리) 3.4 km 구간 확장 개통[2]
- 2005년 3월: 구미시 산동면 백현리 182m 구간 선형 개량[3]
- 2011년 3월 30일: 소보 ~ 안계간 도로(의성군 안계면 용기리) 1.32 km 구간 개통[4]
- 2011년 8월 22일: 지천 ~ 가산간 도로(칠곡군 지천면 신리 ~ 백운리) 4.62 km 구간 개통[5]
- 2014년 1월 26일: 경부고속철도 신동고가교 교각 위치가 기존 지방도에 간섭됨에 따라 칠곡군 지천면 신리 188.86m 구간 이설[6]
- 2020년 12월 31일: 지천 신리도로(칠곡군 지천면 덕산리 ~ 신리) 122m 구간 확장 개통, 기존 163m 구간 폐지[7]
- 2021년 12월 6일: 기점을 칠곡군 지천면 덕산리에서 성주군 선남면 도성리로 연장. 이에 따라 노선명을 '지천 ~ 문경선'에서 '선남 ~ 문경선'으로 변경 및 총 연장을 140.1km에서 175.56km로 변경함.[8]
- 2023년 1월 16일: 유산 ~ 내산간 도로(의성군 구천면 유산리 ~ 내산리) 1.34km 구간 확장 개통[9]
- 2024년 1월 4일: 군위군 구간 지방도 지정 해제. 이에 따라 총 연장을 175.56km에서 160.11km로 변경.[10]
- 2025년 7월 10일: 의성군 안계면 구간 노선 변경. 이에 따라 총 연장을 160.11km에서 160.78km로 변경.[11][12]

## 주요 경유지
- 성주군
  - 선남면 소학 교차로 - 소학리 - 도원초등학교 - 홍천교 - 도흥리 - 용신리 - 도원초등학교 선남동부분교(폐교) -
- 칠곡군
  - 기산면 노석리 - 행정리 - 영리 교차로 - 죽전 교차로 - 제2왜관교
  - 왜관읍 제2왜관교 - 매원사거리 - 매원교 - 왜관 나들목 - 삼청교
  - 지천면 연화역 - 연화 교차로 - 송정과선교 - 신동 교차로 - 덕산과선교 - 덕산교 - 덕산리 - 덕산삼거리 - 덕산교 - 신리 - 창평교 - 창평삼거리 - 창평리 - 달서리 - 달서교 - 백운교 - 백운리 - 청구공원입구 - 황학리 - 달서지 - 버등재
  - 석적읍 버등재 - 도개리
  - 가산면 학산리 - 도봉사입구 - 다부 나들목 - 다부동전적기념관 - 다부보건진료소 - 다부원앞 교차로 - 다부리 - 금화교 - 다부동전승비 - 가산초등학교 - 가산면사무소 - 천평삼거리 - 가산 나들목 - 가산지하차도 - 하판1교 - 하판2교 - 송학 교차로 - 심곡1교 - 심곡2교 - 심곡3교 - 심곡4교 - 신장 교차로
- 구미시
  - 장천면 신장 교차로 - 신장2교 - 하장1교 - 하장2교 - 하장삼거리 - 상림삼거리 - 상림리
  - 산동읍 곰재소류지 - 백현리 - 송산리

- 의성군
  - 구천면 흰치고개 - 청산리 - 조성리 - 조성교 - 모흥리 - 유산리 - 구천면사무소 - 구천초등학교 - 내산리 - 내산교 - 구천교
  - 안계면 구천교 - 용기교 - 용기2리(새동네)입구 - 용기12길 - (삼거리) - 용기사거리 - 용기삼거리
  - 단북면 삼성중학교 - 노연리 - 단밀약방 - 이연교 - 단북면사무소 - 이연리 - 성암리 - 신기교 - 신하리
  - 다인면 신락리 - 용산교 - 용무리 - 가원리 - 산내리 - 가신교 - 서릉교 - 서릉리 - 다인면복지회관 - 도암리 - 효천지 - 평림리 - 달제리 - 봉정교 - 봉정리 - (미개통 구간)
- 예천군
  - 지보면 (미개통 구간) - 지보리 - 마전삼거리 - 마전리 - 지인교
- 의성군
  - 다인면 지인교 - 용곡삼거리 - 용곡리
- 예천군
  - 풍양면 청곡리 - 흔효리 - 오지사거리 - 풍양사거리 - 낙상리 - 새마을휴게실 - 와룡리 - 영풍교
- 문경시
  - 영순면 영풍교 - 말응리 - 율곡리 - 영순농공단지 - 의곡리 - 의곡사거리 - 영순면 행정복지센터
  - 산양면 평지리 - 진정리 - 존도삼거리 - 진정삼거리 - 봉정삼거리 - 봉정리
  - 산북면 근암서원 - 서중리 - 대상리 - 산북초등학교 - 산북중학교 - 산북면 행정복지센터 - 대상삼거리 - 대하리 - 아천교 - 이곡교 - 이곡리 - 우곡리 - 김용삼거리 - 거산리 - 전두리 - 창구리 - 가좌리 - (미개통 구간: 말구리재 (마전령))
  - 문경읍 (미개통 구간: 말구리재 (마전령)) - 갈평리 - 갈산교 - 갈산교 북단

### 해제 구간
이 구간은 2024년부터 해제되었다.
- 대구광역시
  - 군위군
    - 소보면 평호교 - 평호리 - 서경교 - 서경리 - 신계교 - 서군위IC 교차로(서군위 나들목) - 신계리 - 송원초등학교 - 소보면 행정복지센터 - 송원삼거리 - 소보교 서단 - 송원리 - 달산교 - 달산삼거리 - 위성리 - 화실교 - 복성리 - 사리리 - 보현리 - 흰치고개

## 중복 구간
- 칠곡군 기산면 영리 교차로 ~ 죽전 교차로: 국도 제33호선과 중복
- 칠곡군 기산면 죽전 교차로 ~ 지천면 덕산리: 국도 제4호선과 중복
- 칠곡군 가산면 학산리 ~ 다부원앞 교차로: 국가지원지방도 제79호선과 중복
- 칠곡군 가산면 다부원앞 교차로 ~ 천평삼거리: 국도 제5호선과 중복
- 칠곡군 가산면 다부원앞 교차로 ~ 구미시 장천면 하장2교: 국도 제25호선과 중복
- 구미시 장천면 하장2교 ~ 상림리: 국도 제67호선과 중복
- 의성군 안계면 용기사거리 ~ 단북면 단밀약방: 지방도 제912호선과 중복
- 예천군 지보면 마전삼거리 ~ 풍양면 새마을휴게실: 지방도 제916호선과 중복
- 예천군 지보면 지인교 북단 ~ 의성군 다인면 용곡삼거리: 국도 제28호선과 중복
- 예천군 풍양면 오지사거리 ~ 풍양사거리: 국도 제59호선과 중복
- 문경시 산양면 존도삼거리 ~ 진정삼거리: 국도 제34호선과 중복
- 문경시 산양면 봉정삼거리 ~ 산북면 대하리: 국도 제59호선과 중복

## 도로명
- 성주군 선남면 소학 교차로 ~ 칠곡군 기산면 영리 교차로: 선노로
- 칠곡군 기산면 영리 교차로 ~ 죽전 교차로: 가야로
- 칠곡군 기산면 죽전 교차로 ~ 지천면 덕산리: 칠곡대로
- 칠곡군 지천면 덕산리 ~ 가산면 학산리: 지천로
- 칠곡군 가산면 학산리 ~ 다부보건진료소: 호국로
- 칠곡군 가산면 다부보건진료소 ~ 다부원앞 교차로: 다부원1길
- 칠곡군 가산면 다부원앞 교차로 ~ 천평삼거리: 경북대로
- 칠곡군 가산면 천평삼거리 ~ 구미시 장천면 하장2교: 낙동대로
- 구미시 장천면 하장2교 ~ 하장삼거리: 하장3길
- 구미시 장천면 하장삼거리 ~ 상림삼거리: 강동로
- 구미시 장천면 상림삼거리 ~ 상림리: 장천로
- 구미시 장천면 상림리 ~ 산동읍 송산리: 송백로
- 의성군 구천면 흰치고개 ~ 안계면 용기2리(새동네)입구: 소보안계로
- 의성군 안계면 용기2리(새동네)입구 ~ (삼거리): 용기12길
- 의성군 안계면 (삼거리) ~ 용기삼거리: 서부로
- 의성군 안계면 용기삼거리 ~ 단북면 단밀약방: 도안로
- 의성군 단북면 단밀약방 ~ 다인면 서릉리: 단북다인로
- 의성군 다인면 서릉리 ~ 봉정리: 자미로
- 예천군 지보면 지보리 ~ 마전삼거리: 지보리길
- 예천군 지보면 마전삼거리 ~ 지인교 북단: 지풍로
- 예천군 지보면 지인교 북단 ~ 지인교: 예지로
- 의성군 다인면 지인교 ~ 의성군 다인면 용곡삼거리: 서부로
- 의성군 다인면 용곡삼거리 ~ 용곡리: 용곡길
- 예천군 풍양면 청곡리 ~ 오지사거리: 풍지로
- 예천군 풍양면 오지사거리 ~ 풍양사거리: 삼강로
- 예천군 풍양면 풍양사거리 ~ 새마을휴게실: 상풍로
- 예천군 풍양면 새마을휴게실 ~ 문경시 영순면 의곡사거리: 영풍로
- 문경시 영순면 의곡사거리 ~ 산양면 존도삼거리: 산남로
- 문경시 산양면 존도삼거리 ~ 진정삼거리: 경서로
- 문경시 산양면 진정삼거리 ~ 봉정삼거리: 추산로
- 문경시 산양면 봉정삼거리 ~ 산북면 대하리: 금천로
- 문경시 산북면 대하리 ~ 문경읍 갈산교 북단: 운달로